# イジリーヤ・アストゥルラービーヤ
イジリーヤ・アストゥルラービーヤあるいはイジリーヤ・ビント・イジリー・アストゥルラービー（アラビア語: العجلية بنت العجلي الأسطرلابي, EI方式ラテン文字転写: al-ʿId͟jliyya bt. al-ʿId͟jlī al-Asṭurlābī; 生没年不詳）は、10世紀シリアの天文観測機器制作者。女性。

## 情報源
10世紀バグダードの書籍商ムハンマド・ブン・イスハーク・ナディームの図書目録『フィフリスト』の第2巻第7章第2節に "Al-'Ijli al-Usturlabi ghulâm Bitolus; Al-'Ijliya ibnatuhu ma'a Sayf al-Dawla tilmidhat Bitolus" （天文観測機器制作者イジリー、ナストゥールスの弟子。その娘イジリーヤ、サイフッダウラに仕える。ナストゥールスの弟子。）という記載がある。21世紀現在の時点でこれ以外に知られている情報源はない。

## 人物像
書籍商ナディームは『フィフリスト』第2巻第7章第2節に、同時代の数学者、工学者、音楽家、占星術師、計算術師、工芸技術者、天文観測機器や自動人形などの各種器械制作者について記した。イジリーヤの名前は、その内の天文観測機器の制作者16人のリストに見ることができる。イジリーヤは16人中唯一の女性である。イジリーヤとその父イジリーに関して、イスム（本名、個人名）の記載はなく、通り名のみの記載である。彼女らの通り名 al-ʿId͟jlī, al-ʿId͟jliyya は出身家系（あるいは部族）に基づくニスバであり「バヌー・イジルの人」を意味する。前者は男性形、後者は女性形である。
バヌー・イジル Banū ʿId͟jl はバヌー・バクル Banū Bakr の一支族であるが、このバヌー・バクルというのは、アラブ遊牧民（ベドウィン）の大部族連合バヌー・アドナーンから枝分かれしたバヌー・ラービアから、さらに枝分かれした部族であって、もともとアラビア半島中央部のヤマーマにいたが、イスラーム教の布教が始まる直前ぐらいの時期に北方のジャズィーラ地方へ移動した人たちである。バヌー・バクルは21世紀現在、トルコ共和国領の町ディヤルバクルにその名を残している。
『フィフリスト』第2巻第7章第2節にリストアップされている専門家のうち、天文学関係の人物は、ジャズィーラの北西辺にあるハッラーン出身者が多い。このことは、この時代、ハッラーンに「サービア教徒」を自称した星辰信仰主義者たちがいたことと無関係ではないと推測されている。イジリーヤ父娘もこの、いわゆる「サービア教徒」であったかもしれない。少なくとも、イジリーヤ・アストゥルラービーヤは、9-10世紀ごろに北シリアで盛んであった天文観測の豊かな伝統に連なるひとりであったと言える。
イジリーヤ父娘に天文観測機器制作を指導したナストゥールスは、『フィフリスト』の同節でさらに複数の人物の師匠であった旨の記載がある。イジリーヤの制作した天文観測機器は残っていないが、ナストゥールスの制作したものは1つ現存しており、ヒジュラ暦315年（西暦925年前後）制作との銘がある。10世紀のハッラーン周辺はビザンツ帝国とアッバース朝の境界地帯（スグール）であり、ナストゥールスは名前から、おそらくビザンツ人かネストリウス派キリスト教徒である。なお、イジリーヤの名前を修飾する「アストゥルラービーヤ」にはアストロラーベという言葉が含まれているが、当時の asṭurlāb は、現代日本語の「アストロラーベ」という言葉で一般的に思い描かれるような平面アストロラーベに限定されず、天文観測機器全般を指す。
上記『フィフリスト』の記載によれば、イジリーヤはハムダーン朝アレッポの君主サイフッダウラ（在位944年-967年）の宮廷に出仕していたという。ナディームは、イジリーヤの名前を天文観測機器制作以外の分野では言及していないから、彼女がどのような役割、職能でもってサイフッダウラに仕えたのかは不明である。
なお、イジリーヤのイスム（個人名）を「マルヤム」とする場合があるが、史料に根拠がある説ではない 。